# A Nemzetközi Űrállomás 16. alaplegénysége

A Nemzetközi Űrállomás 16. expedíciója

A Nemzetközi Űrállomás 16. expedíciója első két csapattagja Jurij Ivanovics Malencsenko és Peggy Annette Whitson. Hozzájuk Sheikh Muszaphar Shukora csatlakozott, az első malajziai, aki az űrben járt. A program 2007. október 17-én indult a Szojuz TMA–11 fedélzetén.
A Nemzetközi Űrállomás 16. expedíciójának első szakaszában – 2007 októbere – Peggy Whitson, Jurij Malencsenko és Clayton Conrad Anderson vett részt. A második részben, mely 2008 februárjáig tartott, Daniel Michio Tani került Clayton Anderson helyére. A harmadik szakaszban a francia származású Léopold Eyharts űrhajós lett a személyzet harmadik tagja. Őt váltotta Garrett Reisman 2008 márciusában.
Az Endeavour űrrepülőgépet március 11-én indították a Föld körül mintegy 350 kilométer magasságban keringő Nemzetközi Űrállomásra (ISS).